# Bābā Eskandar
Bābā Eskandar (persiska: بابا اسکندر) är en ort i Iran.   Den ligger i provinsen Kermanshah, i den västra delen av landet, 500 km väster om huvudstaden Teheran. Bābā Eskandar ligger 524 meter över havet och antalet invånare är 256.
Terrängen runt Bābā Eskandar är kuperad åt sydväst, men åt nordost är den platt.Runt Bābā Eskandar är det ganska tätbefolkat, med 155 invånare per kvadratkilometer. Närmaste större samhälle är Sarpol-e Z̄ahāb, 5,3 km öster om Bābā Eskandar. Trakten runt Bābā Eskandar består till största delen av jordbruksmark.